# Fernunterricht
Fernunterricht (englisch distance learning) ist ein in Deutschland verbraucherschutzrechtlich definierter Begriff: Laut Fernunterrichtsschutzgesetz von 1977 handelt es sich beim „Fernunterricht“ um die „Vermittlung von Kenntnissen und Fähigkeiten, bei der der Lehrende und der Lernende ausschließlich oder überwiegend räumlich getrennt sind, und der Lehrende oder sein Beauftragter den Lernerfolg überwachen“ (FernUSG § 1 Abs. 1). Fernlehrgänge können also durchaus Präsenzseminare umfassen, doch der überwiegende Teil des Lernstoffs wird laut Definition – und im Gegensatz zum Direktunterricht – räumlich getrennt vom Lehrer, also individuell und unter freier Zeiteinteilung, bearbeitet, die entsprechende Bildungseinrichtung wird auch Fernunterricht genannt. Die pädagogische Begleitung und Lernerfolgskontrolle unterscheidet den Fernunterricht wiederum vom Selbststudium.

## Elemente
Im Rahmen des Fernunterricht finden insbesondere folgende Elemente Verwendung:
- Gedruckte Lehrhefte, wegen des Postversands auch Lehrbriefe genannt
- Audio- oder videobasierte Lerneinheiten
- Per Datenträger übermittelte Computer Based Trainings und online ablaufende Web Based Trainings
- Einsendeaufgaben, die zur Korrektur per Post oder elektronisch an den Lehrenden gesandt werden.

Der Zusammenhalt eines Fernkurses kann durch regelmäßige Treffen, Seminare und webbasierte Methoden des E-Learning gefördert werden.

## Inhalte, Bildungsziele und Abschlüsse
Inhaltlich sind dem Fernunterricht nur wenige Grenzen gesetzt. Fernunterrichtsangebote gibt es beispielsweise in den Inhaltsbereichen:
- Sprachenlernen
- kaufmännische Weiterbildungen
- Weiterbildungen im Softskill-Bereich
- Weiterbildungen im IT-Bereich.

Mit Hilfe des Fernunterrichts können verschiedene Bildungsziele erreicht werden, zum Beispiel:
- Schulabschlüsse
- berufliche Qualifikationen und Spezialisierungen
- Hochschulzertifikate ohne akademischen Grad
- Akademische Grade, z. B. Bachelor, Master oder Diplom. Ein Beispiel des Ablaufs eines Fernunterrichts bei der DIPLOMA Hochschule im Studiengang Bachelor Wirtschaftsinformatik wird im Informatik Spektrum, dem Organ der Gesellschaft für Informatik e. V. und mit ihr assoziierter Organisationen, angeboten[3].

Der Abschluss bei Fernunterrichtsangeboten gestaltet sich sehr unterschiedlich. So gibt es Angebote, die mit einer Teilnahmebescheinigung (ohne Prüfungsleistung) beim Fernunterrichtsanbieter beendet werden. Daneben gibt es Angebote, die mit einem Zertifikat oder Zeugnis nach dem Bestehen einer Prüfung beim Fernunterrichtsanbieter abschließen. Und es gibt Fernunterrichtsangebote, die auf eine Prüfung bei einer externe Stelle vorbereiten, zum Beispiel bei einer Kammer (IHK, HWK) oder bei einem Berufsverband.

## Verbraucherschutz
In Deutschland unterliegen seit 1977 alle Fernlehrgänge einer Zulassungspflicht nach dem Fernunterrichtsschutzgesetz. Auch privatrechtlich organisierte Fernstudiengänge an privaten oder öffentlich-rechtlichen Hochschulen unterliegen dem Fernunterrichtsschutzgesetz. Lediglich öffentlich-rechtlich organisierte Fernstudiengänge, reine Selbstlernprogramme aus dem E-Learning-Bereich und reine Hobby-Kurse, die der Freizeitgestaltung oder Unterhaltung dienen, sind davon ausgenommen. Die Staatliche Zentralstelle für Fernunterricht (ZFU) in Köln entscheidet nach Antragstellung über die Zulassung von Fernlehrgängen. Zugelassene Fernlehrgänge erhalten eine Zulassungsnummer, welche der Anbieter im Informationsmaterial sichtbar aufführen muss. Zulassungspflichtige Fernunterrichtsangebote, die sich noch im Zulassungsverfahren der Zentralstelle befinden und bei denen die Zulassung wahrscheinlich ist, sind mit dem Vermerk „Vorläufig zugelassen“ und mit der entsprechenden ZFU-Nummer zu versehen.
Im Zulassungsverfahren der Zentralstelle wird geprüft, ob das vom Anbieter angegebene Lehrgangsziel grundsätzlich erreichbar ist. Dabei werden Praxisbezug und Didaktik ebenso kontrolliert wie das Konzept der pädagogischen Betreuung und der Lernkontrollen. Weiterhin prüft die Zentralstelle, ob die Fernunterrichtsverträge und die Informationsmaterialien den Vorgaben im Fernunterrichtsschutzgesetz entsprechen. Damit sind Fernlerner in der Regel vor Überraschungen nach Vertragsabschluss geschützt. Wer einen staatlich zugelassenen Fernlehrgang belegt, hat unter anderem garantiert:
- Zwei Wochen Rücktrittsrecht vom Vertrag ohne Kosten und Risiko
- Dreimonatiges Kündigungsrecht jederzeit nach Ablauf des ersten Halbjahres nach Vertragsschluss
- Gleichbleibende Studiengebühren für die gesamte Dauer des Lehrganges

Die Zentralstelle prüft – zum Teil in Zusammenarbeit mit dem Bundesinstitut für Berufsbildung – die Fernunterrichtsangebote allein auf der Grundlage von Anbieterangaben und Lehrmaterialien. Die Fernunterrichtsangebote selbst werden dabei nicht in Anspruch genommen. Zugelassenen Angeboten wird damit testiert, dass sie den gesetzlichen Vorgaben entsprechen und dass das didaktisch-pädagogische Konzept sinnvoll ist. Qualitative Unterschiede in der Konzeption des Fernunterrichtsangebotes oder der Begleitung der Fernlerner bleiben allerdings unberücksichtigt.
Der Verbraucherschutz durch die Stiftung Warentest wählt einen anderen Weg. Fernunterrichtsangebote im Test der Stiftung Warentest werden von geschulten Testpersonen inkognito von Anfang bis Ende in Anspruch genommen. Dabei werden zum Beispiel auch die Begleitung der Fernlerner durch das Fernlehrinstitut oder das internetbasierte Studienzentrum berücksichtigt. Auf der Grundlage der Inanspruchnahme der Angebote durch Testpersonen und der Auswertung der Testerdokumentationen durch Fachgutachter können auch von den Anbietern unabhängige Aussagen über die tatsächliche Qualität der Angebote getroffen werden.

## Aktuelle Marktentwicklungen
Zurzeit (Stand November 2013) können Interessierte zwischen 3.045 staatlich zugelassenen Fernlehrgängen von 352 verschiedenen Anbietern wählen. Der Hochschulbereich ist hiervon ausgenommen.
Seit 1983 wird einmal im Jahr die Fernunterrichtsstatistik vom Statistischen Bundesamt erhoben – eine freiwilligen Befragung der Anbieter von staatlich zugelassenen Fernlehrgängen im Auftrag des Bundesministeriums für Bildung und Forschung (BMBF) und mit Unterstützung des Forum DistancE-Learning.
Laut der jüngsten Fernunterrichtsstatistik haben 268.622 Menschen in Deutschland im Jahr 2012 einen Fernlehrgang belegt, 240.753 von ihnen in staatlich zugelassenen, 27.869 in zulassungsfreien Fernlehrgängen.
Die Fernlernenden haben 2012 Fernlehrgänge in folgenden Bereichen belegt:
- 27 % Wirtschaft und kaufmännische Praxis
- 15 % Allgemeinbildende Schule bzw. Schulabschlüsse
- 14 % Staatlich geprüfte Betriebswirte, Techniker und Übersetzer
- 8 % EDV
- 8 % Erziehung, Pädagogik, Psychologie, Familienbildung
- 6 % Sprachen
- 6 % Mathematik, Naturwissenschaften, Technik
- 2 % Geisteswissenschaften
- 1 % Sozialwissenschaften

Formen des Fernunterrichts werden überwiegend im Bereich der Erwachsenen- und Weiterbildung genutzt. Nur 22 % der Fernlernenden waren 2012 bis zu 25 Jahre alt.
52,2 % der Fernlernenden in Deutschland im Jahr 2012 waren Frauen; der Anteil hat sich in den letzten fünf Jahren kaum verändert.